# Loma de los Hoyos
Loma de los Hoyos är en ort i Mexiko.   Den ligger i kommunen Apatzingán och delstaten Michoacán de Ocampo, i den södra delen av landet, 400 km väster om huvudstaden Mexico City. Loma de los Hoyos ligger 242 meter över havet och antalet invånare är 1 377.
Terrängen runt Loma de los Hoyos är huvudsakligen platt, men söderut är den kuperad. Runt Loma de los Hoyos är det ganska tätbefolkat, med 62 invånare per kvadratkilometer. Närmaste större samhälle är Apatzingán, 10,8 km nordost om Loma de los Hoyos. I omgivningarna runt Loma de los Hoyos växer huvudsakligen savannskog.